# Inlinehockey in Namibia

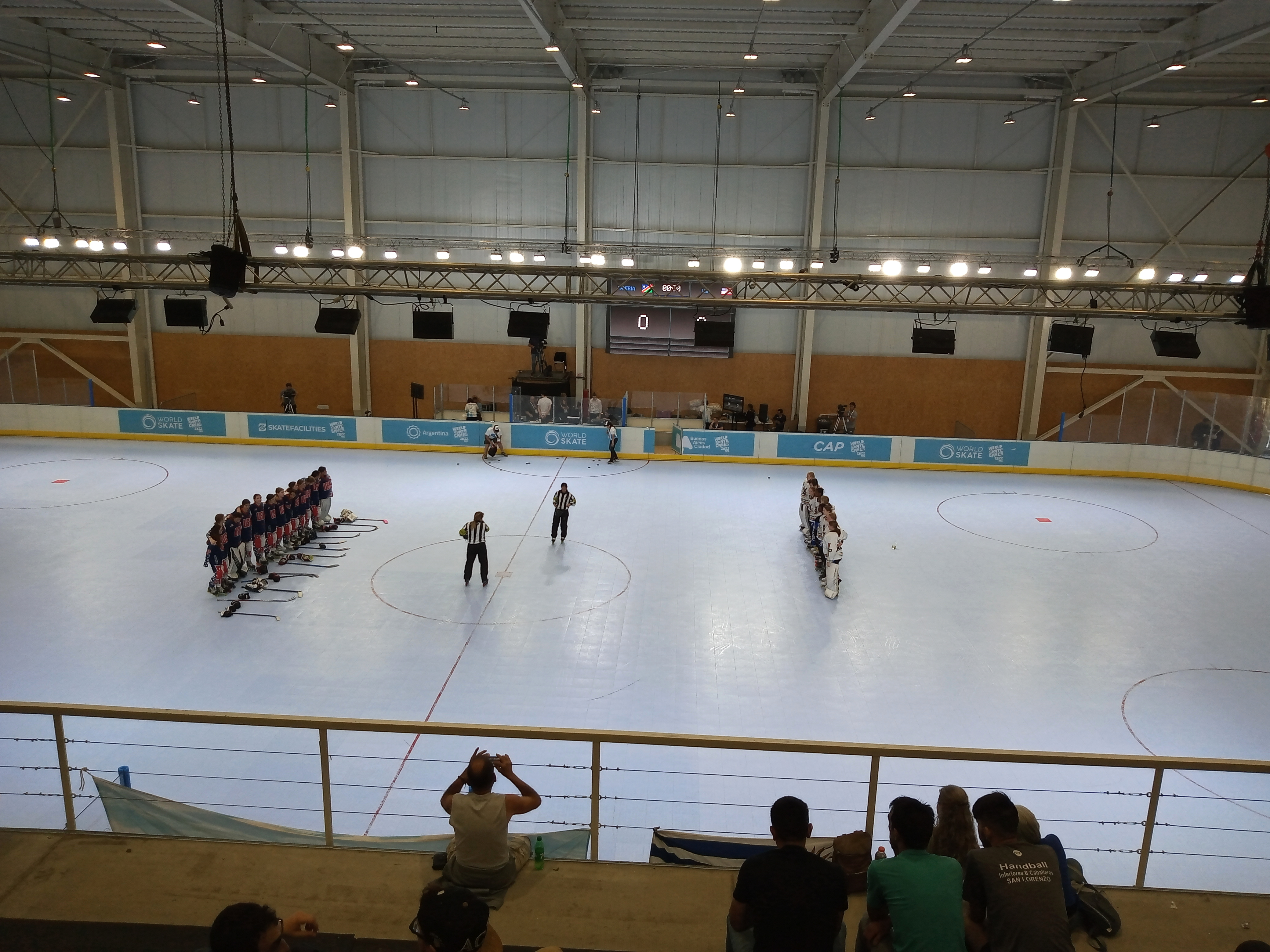
Namibia vor dem Spiel gegen die USA bei den World Skate Games 2022

Inlinehockey ist in Namibia eine der wachsenden Sportarten und vor allem unter Deutschnamibiern beliebt.

## Geschichte
Der gesamte Inlinehockeysport in Namibia entwickelte sich erst seit 1995 als der Swakopmunder Danie Holloway mit einem Paar Inline-Skates aus den USA zurückkehrte. Er stieß auf aufregende und interessierte Gesichter, als er seinen Freunden Knolles Green, Russell Vinjevoldt und Tina Green diese Inline-Skates zeigte. Da es auf dem Namibischen Markt keine Inline-Skates gab, schauten sich die Swakopmunder Freunde nach einem Lieferanten in Südafrika um und fanden einen. Schon bald merkte man die Vielseitigkeit dieser Skates und so dienten unter anderem Besenstöcke als Hockeyschläger. Knolles Green und Russell Vinjevoldt versuchten mehr über Inlinehockey herauszufinden und setzten das Theoretische sofort ins Praktische um. Die Straßenecke an dem Haus der Greens wurde immer mehr von Inlinehockey-Enthusiasten überflutet. Die Beliebtheit dieses Sports entwickelte sich immer mehr bis dann in Swakopmund mit den Coastal Pirates der erste Inlinehockey-Verein in Namibia gegründet wurde. 1996 wurde als Dachverband für Inlinehockey in Namibia die Namibia Inline Skating Association (NISA) gegründet. Sie nannte sich 2005 in Namibian Ice and Inline Hockey Association (NIIHA) um.

## Vereine
Zurzeit gibt es in Namibia vier Vereine, die unter dem Dach des Namibia Ice and InLine Hockey Association (NIIHA) organisiert sind. Mit etwa 120 Mitgliedern sind die Coastal Pirates der größte Verein. Hinzu kommen einige weitere Vereine, die den Sport semi-professionell betreiben.

## Verband
Der Dachverband des Namibischen Inlinhockeys ist die Namibia Ice and InLine Hockey Association.

## Spielbetrieb
Jedes Jahr wird neben kleineren Turnieren der einzelnen Vereine, auch ein Turnier zur namibischen Meisterschaft aller Altersklassen veranstaltet. Das Turnier findet immer Ende August in der Geburtsstadt des namibischen Inlinehockeys in Swakopmund statt. Die Spielstätte der Kamikaze des Deutschen Turn- und Sportvereins gilt als eine der modernsten Hallen Afrikas.

## Nationalmannschaft
Die Nationalmannschaft Namibias nahm 2005 in Finnland das erste Mal an einer Inlinehockey-Weltmeisterschaft teil, 2007 ein zweites Mal in Ungarn. Jedoch stieg sie bei der Weltmeisterschaft 2007 in Deutschland in den B-Pool ab.
Die Junioren belegten bei den World Skate Games 2024 in Italien den siebten Rang.

## Inlinehockey der Frauen
Die Geschichte des namibischen Inlinehockeys der Frauen ist eine noch jüngere als die der Männer. Seit 2000 gibt es Vereine mit Frauenabteilungen (Coastal Pirates, Scorpions, Cazadores und Badgers) sowie einen reinen Frauenverein, die Assenheim Patriots.
2008 nahm die Namibische Inlinehockeynationalmannschaft der Frauen erstmals an der Inlinehockey-Weltmeisterschaft der FIRS in Düsseldorf teil. 2013 erreichte die Mannschaft den 8. Platz 2014 erreichte man den sechsten Platz unter 16 Mannschaften. Bei den World Skate Games 2022 gewannen die namibischen Juniorinnen den Weltmeistertitel, zwei Jahre später bei den World Skate Games 2024 in Italien gab es Bronze.